# Regras do futsal
O futsal ou futebol de salão é uma variação do futebol praticada por times de cinco jogadores em uma quadra de piso sólido, no lugar de um campo gramado, sendo um dos jogadores, necessariamente o goleiro.

## A quadra
A quadra é retangular, tendo seu comprimento entre 30 e 42 metros e largura entre 17 e 22 metros. As dimensões são fixadas de acordo com as competições e categorias em disputa. Para as competições nacionais no Brasil, algumas medidas seguem abaixo.
- Categorias adulto e Sub-20 masculino: Comprimento mínimo de 38 metros por 18 metros largura.
- Categorias adulto, Sub-20, Sub-17, Sub-15 feminino; Sub-17, Sub-15 masculino: Comprimento mínimo de 36 metros por 18 metros largura. A área de escape deve ser de 1,5 metro.

Para as competições estaduais, as medidas podem ser regulamentadas pelas federações locais. Para as Ligas Futsal masculina e feminina, as medidas podem ser definidas previamente entre os participantes e a organização.

### Área Penal
A área é delimitada por uma linha amarela a 6 (seis) metros de cada poste de meta, tanto para os lados quanto para frente.

### Bola
A bola é esférica com tamanho mínimo e máximo como determinado abaixo:
Masculino e Feminino
- Adulto, Sub-20, Sub-17, Sub-15: Circunferência de 62 a 64 cm; Peso de 400 a 440 gramas.
- Sub-13: Circunferência de 55 a 59 cm;  Peso de 350 a 380 gramas.
- Sub-11 e Sub-9: Circunferência de 50 a 55 cm; Peso de 300 a 330 gramas.
- Inferior a Sub-9:  Circunferência de 40 a 43 cm; Peso de 250 a 280 gramas.

## Equipe
O jogo de futsal conta com duas equipes de 18 jogadores, podendo cada uma delas possuir até nove jogadores reservas.

### Substituições
De número indeterminado e volante, a qualquer tempo do jogo sem precisar pará-lo para ocorrer. O número pode ser de 2 a 10 por partida,sem interrupções posteriores.

## Cartões
- Amarelo: advertência, o segundo cartão amarelo acarretará a expulsão do jogador;
- Vermelho: expulsão depois de 2 minutos ou se o time adversário fizer 1 gol o técnico pode substituir o jogador advertido.

## Partida
Para a categoria adulto, masculino e feminino, o jogo terá tempo cronometrado de 40 minutos, em dois tempos de 20 minutos, com intervalo de até 15 minutos.
A equipe que fizer mais gols no termino da partida é a vencedora.

## Tiro Livre
A partir da sexta falta os tiros serão sem barreira, com a distância de 10(dez) metros do gol do time que cometeu a falta,sendo totalmente opcional a cobrança desde que a falta cometida seja sofrida do lado da quadra do infrator depois da marcação dos 10 metros, o tempo não é parado a não ser que algum atleta se machuque ou a quadra esteja molhada.
Tiro direto e indireto
Se o atleta que for executar o tiro livre demorar mais de 4 segundos para movimentar a bola, sua equipe será punida com a marcação de um tiro livre indireto contra a mesma.
Para distinguir o tiro livre indireto, os árbitros erguerão um dos braços sobre a cabeça, devendo mantê-lo erguido até que o tiro indireto seja executado e a bola seja jogada ou tocada por outro atleta, toque em uma das traves ou travessão e retorne a quadra, ou saia da quadra de jogo.
Quando for tiro livre direto, os árbitros devem levantar o braço na horizontal, assinalando a direção em que o tiro deve ser cobrado e o dedo indicador do outro braço apontando para o solo e, com isso indicando que se trata de uma falta acumulativa.
Se um atleta, quando da cobrança de um tiro livre direto ou indireto, chuta a bola em direção a sua própria meta e a mesma entra no gol diretamente, o gol não será válido. Será cobrado arremesso de canto em favor da equipe adversária. Se a bola tocar em qualquer atleta, inclusive o goleiro e entrar, o tento será válido.

## Tiro de Canto e Lateral
Todas as cobranças de lateral e escanteio são cobrados com os pés, apoiando as mãos sobre a bola até o momento da cobrança, sendo que não pode ser cobrada com a mão.
O jogador[a] é obrigado cobrar a lateral e o escanteio com a bola em cima da linha ou à 25 cm fora da quadra.

## Penalidade Máxima
Um tiro de penalidade máxima será concedido contra a equipe que cometer dentro de sua área penal uma infração merecedora de tiro livre direto.